# Helena (Mythologie)

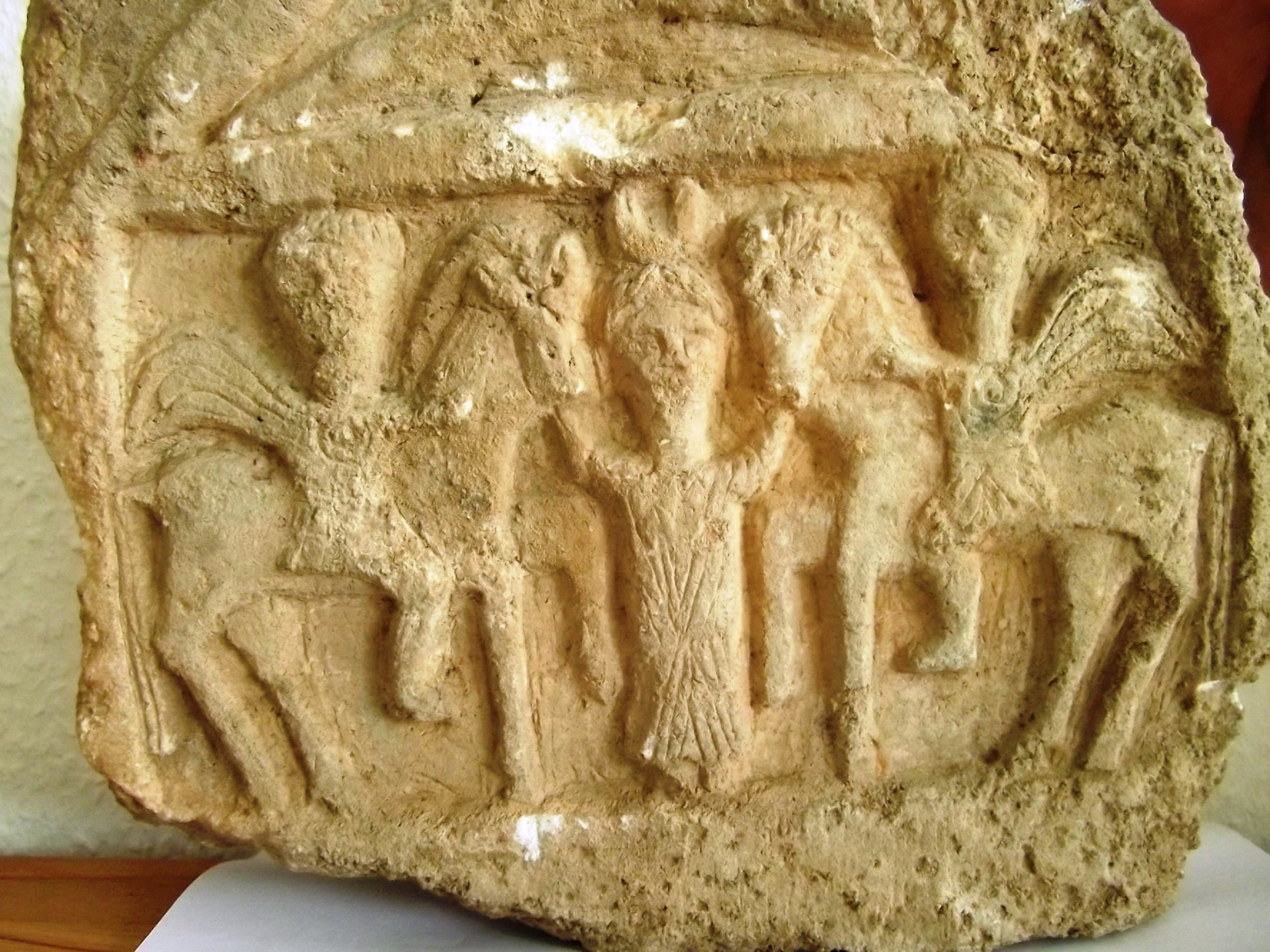
Helena und die Dioskuren, römisches Weihrelief, 30 × 27 cm

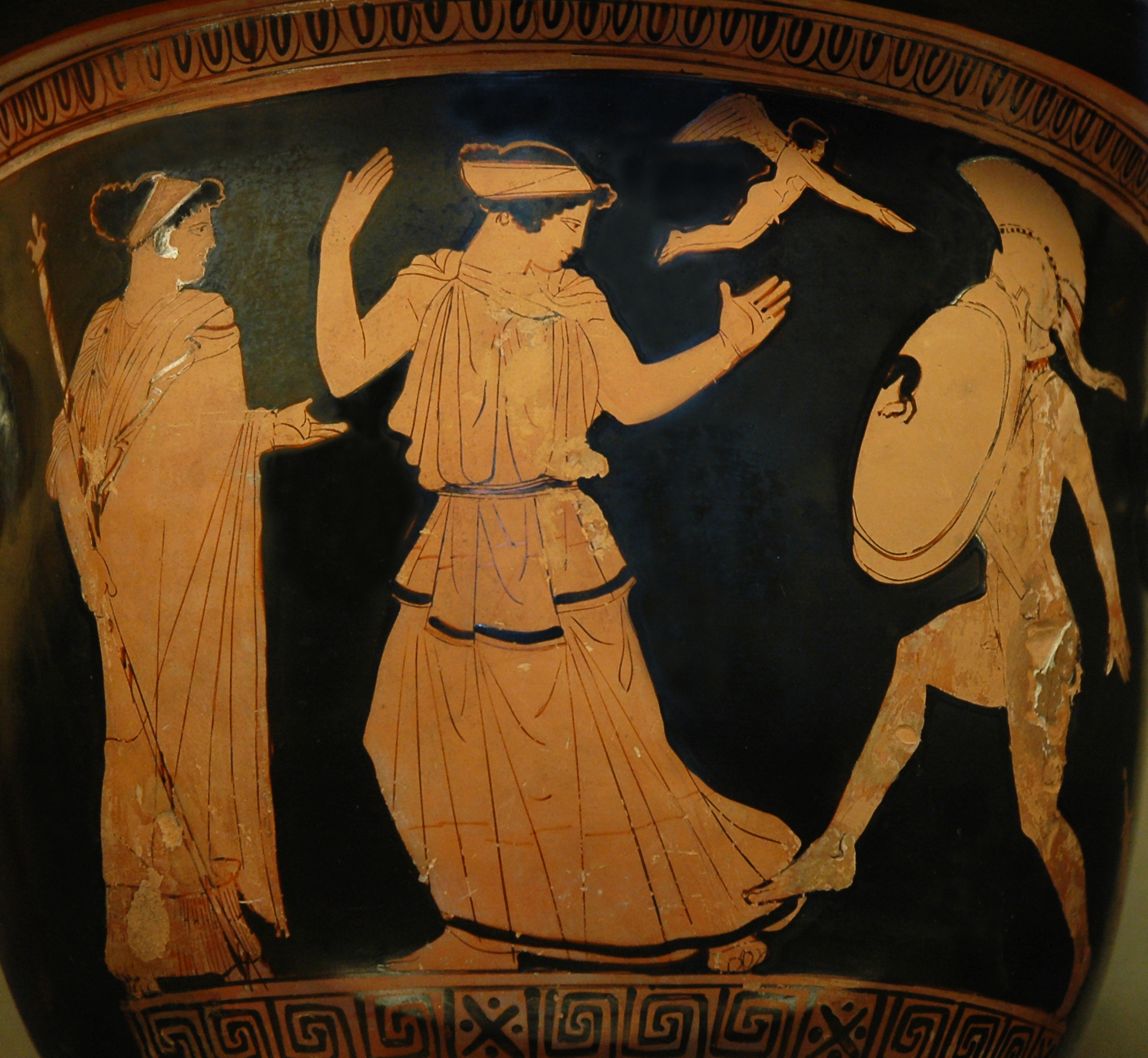
Helena zwischen
Menelaos und Aphrodite
Detail einer attischen rotfigurigen Vase
ca. 450–440 v. Chr.

Helena, latinisiert aus altgriechisch Ἑλένη Helénē, ist eine Figur der griechischen Mythologie. Ihre Entführung durch den trojanischen Prinzen Paris löste den Trojanischen Krieg aus.

## Abstammung
Helena galt in der griechischen Mythologie als die aus einem Ei geborene Tochter des Zeus und der Leda. Leda wurde von Zeus in Gestalt eines Schwanes verführt, wodurch sie die Mutter der Helena und der Dioskuren Kastor und Polydeukes (römisch: Pollux) wurde. Klytaimnestra galt als die Tochter der Leda und des Tyndareos; sie war eine Halbschwester der Helena.
Anderen Überlieferungen zufolge wurden Helena und die Dioskuren aus einem oder zwei Eiern geboren oder Leda pflegte das Ei der Nemesis und des Zeus, aus dem Helena entstand, die Leda wie ihr eigenes Kind aufzog. Pausanias berichtet von der Geburt der Dioskuren auf der Insel Pephnos (westliche Mani). Auch soll (laut Pausanias) der spartanische Dichter Alkman darüber geschrieben haben. Der Dichter Lykophron verwendet im Bezug auf Helena das Adjektiv „Πεφναία Pephnaía“, also „die auf Pephnos Geborene“.
Herodot beschreibt Helena als Schutzpatronin von Mädchen und Frauen. Isokrates dagegen schildert sie als unsterblich und mit Kräften wie für Götter üblich, nennt sie aber nicht explizit eine Göttin. Zudem könne sie anderen Göttlichkeit verleihen. 

## Die schöne Helena

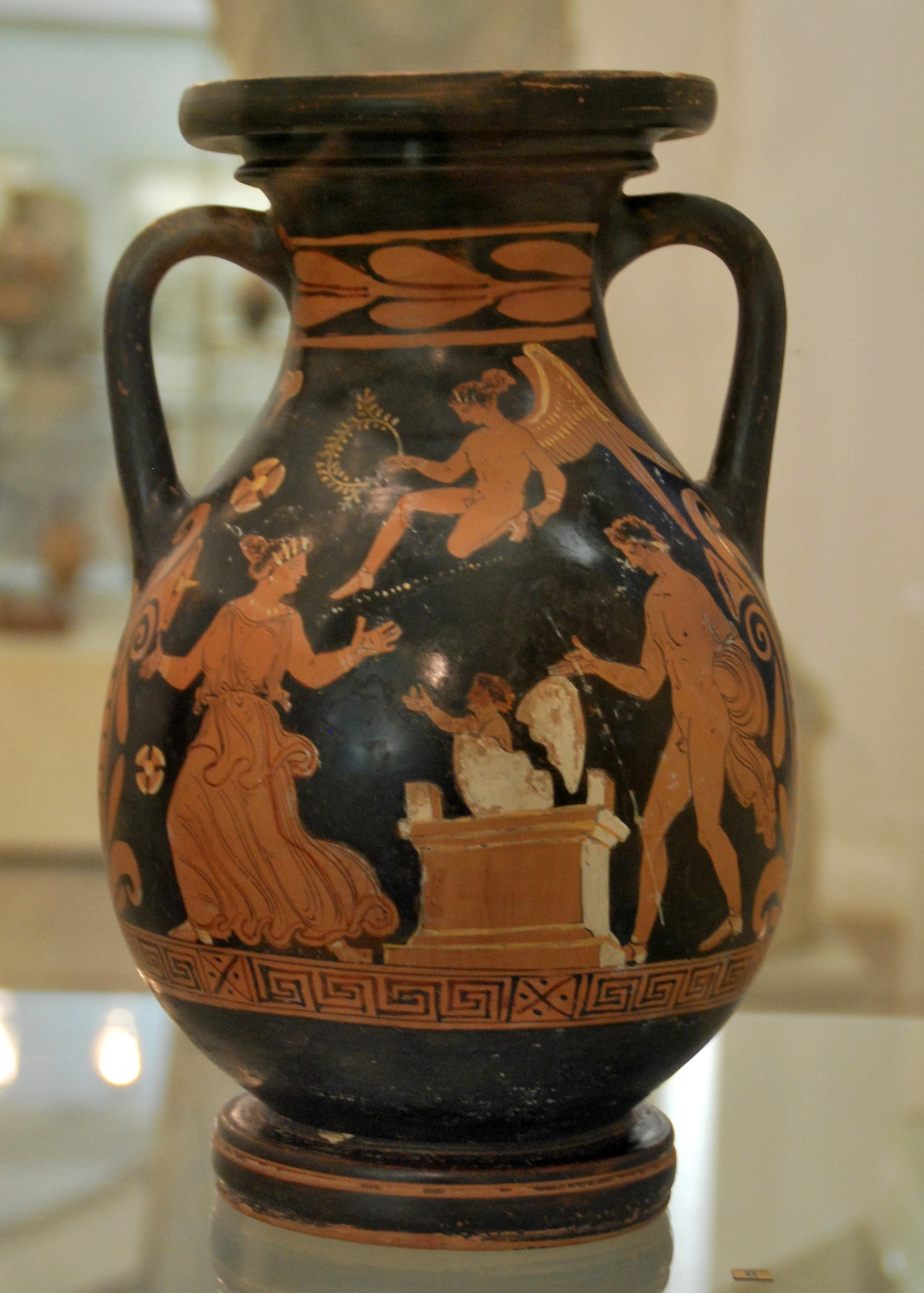
Apulisch-rotfigurige Pelike mit der Geburt der Helena aus einem Ei. Links Helenas Mutter Leda, rechts ein Hirte mit einem Stab, oben Eros mit einem Kranz; dem Maler von Athen 1680 zugeschrieben, Antikensammlung Kiel.

Evelyn De Morgan:
Helena von Troja (1898).
Der Spiegel, die schnäbelnden Tauben und die Feste Troja kennzeichnen sie im Stil der Präraffaeliten als Femme fatale.

Helena galt als die schönste Frau ihrer Zeit. Ihre Schönheit soll so groß gewesen sein, dass jeder Mann, der Helena sah, sie besitzen wollte. Sie wurde schon als Jugendliche von Theseus und Peirithoos nach Aphidnai in Attika entführt und von den Dioskuren, ihren Brüdern, befreit.
Um sie warben sehr viele Griechenfürsten. Ihr irdischer Vater befürchtete bei Bevorzugung eines Freiers die Feindschaft aller Abgewiesenen und ließ daher, einem Rat des Odysseus folgend, alle Bewerber um Helena schwören, dass sie die Wahl Helenas anerkennen und gegen jedermann verteidigen würden – eine typische Rechtfertigungssage für das Bündnis fast aller Griechenkönige gegen Troja. Helena wählte Menelaos, den Prinzen von Mykene und damit späteren König von Sparta, dem sie ihre Tochter Hermione gebar.
Im Streit der drei Göttinnen Hera, Aphrodite und Athene um den Apfel der Eris (siehe Urteil des Paris) wurde sie von Aphrodite dem trojanischen Prinzen Paris versprochen und ließ sich von ihm einverständlich nach Troja entführen. Hera und Athene beschlossen, gegen Troja zu kämpfen.
Nach einer Version der Sage kam sie nicht in Troja an, sondern wurde nach Ägypten verschlagen – in Troja sei nach dem Willen der Götter nur ein Helena gleichendes „Phantom“ angekommen. So etwa beschreibt es der Dichter Stesichoros. Laut Herodot landete Paris mit Helena in Ägypten, wo Helena von König Proteus zurückgehalten wurde.
Der sogenannte Raub der Helena löste den Trojanischen Krieg der Griechen gegen Troja aus, als sich der in seiner Ehre getroffene Menelaos an alle abgewiesenen Freier um Hilfe wandte. Diese hatten bei dem Werben um Helena einen Schwur abgelegt, mit dem sich die Freier verpflichteten, Helenas künftigem Ehemann beizustehen, falls Helena diesem streitig gemacht würde. Nach dem Tod des Paris ehelichte sie noch dessen Bruder Deiphobos. Nach der Niederlage Trojas verzieh Menelaos Helena trotz der Vorgeschichte. Beide kehrten heil nach Sparta zurück, lebten und herrschten noch lange dort – anders als die meisten anderen Griechenfürsten, die fast alle nach dem Fall Trojas umkamen. In der Version, in der Helena nicht in Troja ankam, wurde sie nach dem Trojanischen Krieg von Menelaos in Ägypten gefunden und nach Sparta gebracht. Diese Version der Sage wurde von Euripides in der Tragödie Helena dramatisch bearbeitet.

## Rezeption
Die Helenagestalt erscheint bereits im ältesten abendländischen (griechischen) Epos des Homer, der Ilias, später in den Heroides Ovids und erfuhr ein langes literarisches Nachleben (z. B. in Goethes Faust II, ebenso wie in der Historia von Johann Fausten und Jacques Offenbachs Operette Die schöne Helena u. v. a. m.).
Der Mount Helen in der Antarktis und die Pflanzen-Gattung Helenium sind nach ihr benannt.

### Filmische Adaption
Helena wurde in Filmen u. a. von den folgenden Schauspielerinnen verkörpert:
- Rossana Podestà, in: Die schöne Helena. Spielfilm, Warner Brothers, 1956, 116 Min., Regie: Robert Wise
- Irene Papas, in: Die Troerinnen, Spielfilm, Großbritannien/USA/Griechenland, 1971, Regie: Michael Cacoyannis
- Diane Kruger, in: Troja. Spielfilm, USA, Malta, England, 2004, 156 Min., Regie: Wolfgang Petersen, u. a. mit Brad Pitt als Achilles
- Bella Dayne, in Troja – Untergang einer Stadt, Serie, Großbritannien/USA, 2018